# 舒瓦塞勒
舒瓦塞勒（法語：Choisel，法語發音：[ʃwazɛl] ⓘ）是法国中北部法兰西岛大区伊夫林省的一个市镇，属于朗布依埃区。 

## 地理
舒瓦塞勒（48°41'11"N, 2°1'4"E）面积8.73 平方千米，位于法国法蘭西島大區伊夫林省，该省份为法国北部内陆省份，北起瓦兹河谷省，西接厄尔省，西南接厄尔-卢瓦省，东南接埃松省，东临上塞纳省。
与舒瓦塞勒接壤的市镇（或旧市镇、城区）包括：比利永、塞尔奈城、舍夫勒斯、伊夫林地区当皮埃尔、圣福尔热、桑利斯、布莱莱特鲁、佩克斯。

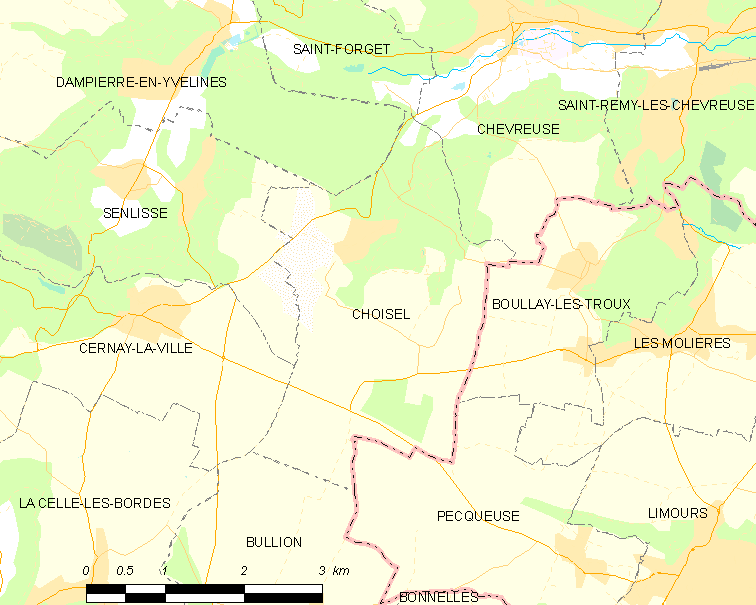
舒瓦塞勒的OSM定位图

舒瓦塞勒的时区为UTC+01:00、UTC+02:00（夏令时）。

## 行政
舒瓦塞勒的邮政编码为78460，INSEE市镇编码为78162。

## 政治
舒瓦塞勒所属的省级选区为莫尔帕县。

## 人口

1962-2008年间舒瓦塞勒人口变化图示

舒瓦塞勒于2022年1月1日时的人口数量为537人。